# Snåsa
Snåsa (sami meridionale: Snåase) è un comune norvegese della contea di Trøndelag.